# Кастельб'янко
Кастельб'янко (італ. Castelbianco, ліг. Castregianco) — муніципалітет в Італії, у регіоні Лігурія, провінція Савона.
Кастельб'янко розташований на відстані близько 440 км на північний захід від Рима, 80 км на південний захід від Генуї, 39 км на південний захід від Савони.
Населення — 333 особи (2014).

## Демографія
Населення за роками:

Станом на 1 січня 2023 року в муніципалітеті офіційно проживало 50 іноземців з 11 країн, серед них 11 громадян країн Євросоюзу.

## Сусідні муніципалітети
- Арнаско
- Ерлі
- Назіно
- Онцо
- Вендоне
- Цуккарелло